# Ałła Hyłenko
Ałła Wiaczesławiwna Hyłenko, Alla Ghilenko (ukr. Алла Вячеславівна Гиленко, ur. 12 czerwca 1992 w Warwie) – ukraińska biathlonistka od 2017 roku reprezentująca Mołdawię, uczestniczka mistrzostw Świata i Europy.

## Kariera
Hyłenko początkowo reprezentowała Ukrainę; była w składzie reprezentacji w sezonie 2014/15. W sezonie 2016/17 zaczęła startować dla Mołdawii. W 2017 roku wystąpiła na mistrzostwach świata w narciarstwie klasycznym w Lahti, gdzie zajęła 64. miejsce w sprincie kobiet i nie zakwalifikowała się do biegu na dystansie 10 km.
Brała udział w biathlonowym Pucharze IBU 2017/18, a później w biathlonowych mistrzostwach świata 2020-21. 6 marca 2021 zajęła 37. miejsce w sprincie w Novym Městě na Moravě, uzyskując najlepszy wynik w karierze. W czerwcu 2021 roku została ambasadorką Międzynarodowej Unii Biathlonu.
Hyłenko startowała na igrzyskach olimpijskich w Pekinie w 2022 roku. Skomentowała: "Jestem podekscytowana, że zakwalifikowałam się na igrzyska olimpijskie, co w dzisiejszych czasach jest bardzo trudne w biathlonie. Dla każdego sportowca kwalifikacja jest już najlepszym osiągnięciem w jego karierze". W marcu 2022 r. wysłała wiadomości z poparciem dla Ukrainy po rosyjskiej inwazji na ten kraj.

## Osiągnięcia

### Igrzyska olimpijskie
| Rok  | Miejscowość | Konkurencje | Konkurencje | Konkurencje | Konkurencje | Konkurencje | Konkurencje | Konkurencje |
| Rok  | Miejscowość | IN          | SP          | PU          | MS          | RL          | MR          | SR          |
| ---- | ----------- | ----------- | ----------- | ----------- | ----------- | ----------- | ----------- | ----------- |
| 2022 | Pekin       | 72.         | 86.         | –           | –           | –           | –           | nd.         |

### Mistrzostwa świata
| Rok  | Miejscowość        | Konkurencje | Konkurencje | Konkurencje | Konkurencje | Konkurencje | Konkurencje | Konkurencje |
| Rok  | Miejscowość        | IN          | SP          | PU          | MS          | RL          | MR          | SR          |
| ---- | ------------------ | ----------- | ----------- | ----------- | ----------- | ----------- | ----------- | ----------- |
| 2017 | Hochfilzen         | 99.         | 98.         | nd.         | nd.         | nd.         | nd.         | nd.         |
| 2019 | Östersund          | dns.        | 84.         | nd.         | nd.         | nd.         | nd.         | 21.         |
| 2020 | Antholz-Anterselva | 80.         | 86.         | nd.         | nd.         | nd.         | nd.         | nd.         |
| 2021 | Pokljuka           | dnf.        | 43.         | 57.         | nd.         | nd.         | 22.         | 27.         |
| 2023 | Oberhof            | dns.        | 77.         | nd.         | nd.         | nd.         | 23.         | nd.         |
| 2024 | Nové Město         | 88.         | 72.         | nd.         | nd.         | nd.         | 18.         | 19.         |
| 2025 | Lenzerheide        | dnf.        | 90.         | nd.         | nd.         | nd.         | nd.         | nd.         |

### Mistrzostwa Europy
| Rok  | Miejscowość    | Konkurencje | Konkurencje | Konkurencje | Konkurencje | Konkurencje | Konkurencje | Konkurencje |
| Rok  | Miejscowość    | IN          | SP          | PU          | MS          | RL          | MR          | SR          |
| ---- | -------------- | ----------- | ----------- | ----------- | ----------- | ----------- | ----------- | ----------- |
| 2018 | Ridnaun        | 42.         | 53.         | nd.         | nd.         | nd.         | 18.         | ?.          |
| 2019 | Mińsk          | 59.         | 64.         | nd.         | nd.         | nd.         | nd.         | ?.          |
| 2020 | Raubiczy       | nd.         | 73.         | nd.         | nd.         | nd.         | 18.         | ?.          |
| 2021 | Duszniki-Zdrój | 98.         | 51.         | nd.         | nd.         | nd.         | 9.          | ?.          |

### Puchar Świata

#### Miejsca w klasyfikacji generalnej
| Sezon     | Miejsce           |
| --------- | ----------------- |
| 2016/2017 | -                 |
| 2017/2018 | -                 |
| 2018/2019 | -                 |
| 2019/2020 | -                 |
| 2020/2021 | 90.               |
| 2021/2022 | niesklasyfikowana |
| 2022/2023 | niesklasyfikowana |
| 2023/2024 | niesklasyfikowana |
| 2024/2025 | niesklasyfikowana |